# Andreas Baader

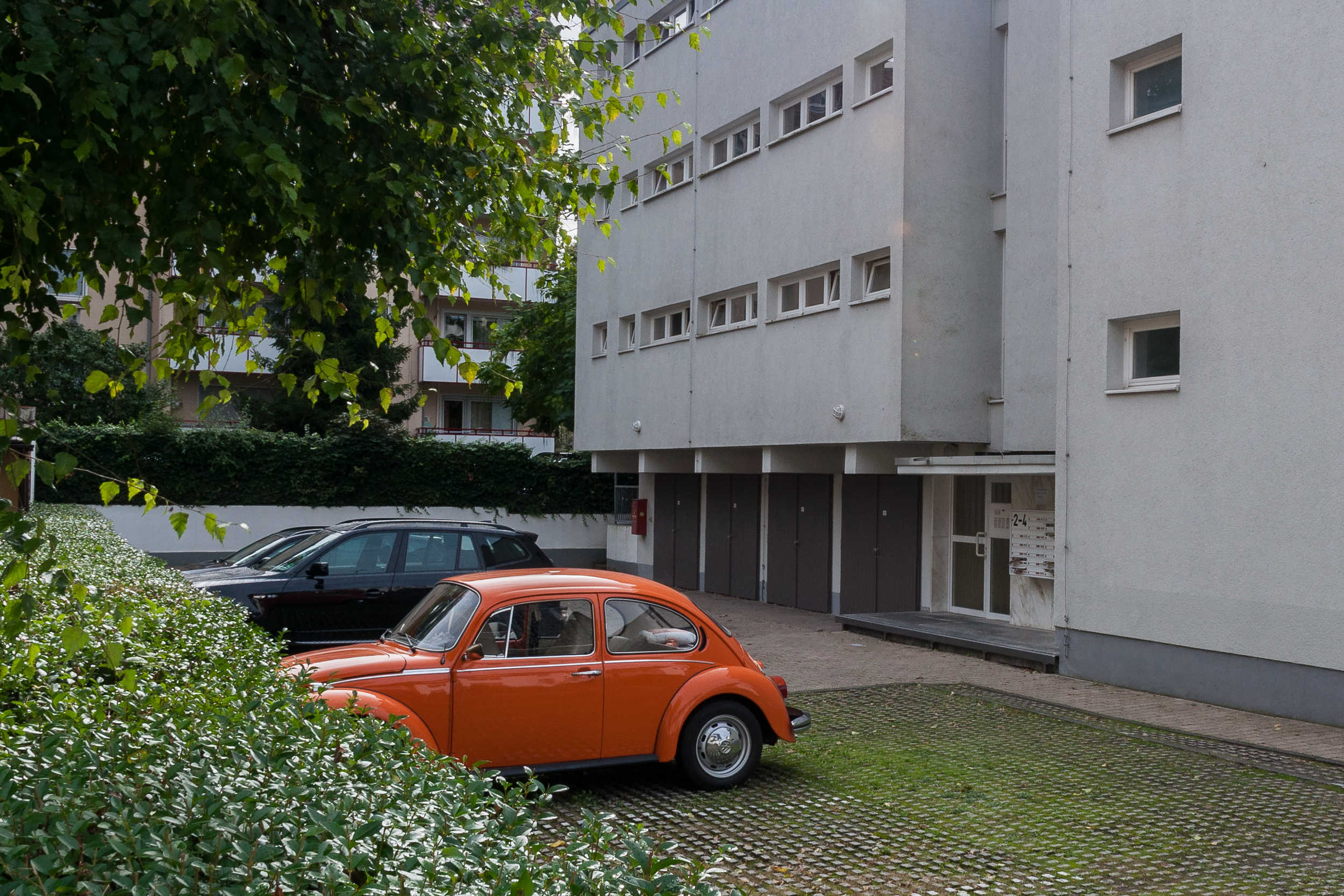
Vid detta bostadshus på Hofeckweg 2–4 i centrala Frankfurt am Main greps Andreas Baader tillsammans med Holger Meins och Jan-Carl Raspe den 1 juni 1972.

Berndt Andreas Baader, född 6 maj 1943 i München, död 18 oktober 1977 i Stuttgart, var en västtysk anarkist och kommunist samt en av ledarna för vänsterterroristorganisationen Röda armé-fraktionen ("Baader-Meinhof-ligan"). Baader greps 1972 och kom efter en mycket lång rättegång att 1977 dömas till livstids fängelse för mord i fyra fall och mordförsök. Den 18 oktober 1977 påträffades han död i sin cell i Stammheimfängelset.

## Biografi
Andreas Baader växte upp tillsammans med sin mor Anneliese, mormor och moster. Hans far, arkivarien Berndt Baader, försvann vid östfronten i slutet av andra världskriget och återfanns aldrig. Baader gjorde under tonåren revolt och valde bland annat att inte konfirmera sig och försökte övertyga sin mor att sluta fira jul. Han var en bråkstake i skolan och kom senare i klammeri med rättvisan i München. Detta var en av orsakerna till att han i början av 1960-talet flyttade till Västberlin. Han slapp göra militärtjänst.
Baader började snart röra sig inom studentkretsar, utan att själv studera vidare, och kom snart in i den proteströrelse som växte fram bland studenterna. Baader utmärkte sig genom att vilja gå till attack genom attentat. Det var också då han träffade sin livskamrat Gudrun Ensslin.
Tillsammans med Ensslin och två andra, Thorwald Proll och Horst Söhnlein, förövade Baader den 2 april 1968 brandattentat mot två varuhus, M. Schneider och Kaufhof, i Frankfurt am Main. Polisen kunde omgående gripa gärningsmännen och rättegången gav Baader uppmärksamhet. Fängelsestraffet omvandlades efter en tid till samhällstjänst, och Baader arbetade bland annat inom ungdomsvården tillsammans med Ensslin. Efter att under en tid ha vistats i Paris greps Baader och sattes på nytt i fängelse. Den 14 maj 1970 rymde han med hjälp av bland andra Ensslin och Ulrike Meinhof och bildade Röda armé-fraktionen. Fram till 1972 var han med och planerade samt genomförde attentat riktade mot den västtyska staten och den amerikanska militären. Han greps den 1 juni 1972 tillsammans med Jan-Carl Raspe och Holger Meins i Frankfurt am Main. 
I Stammheim-rättegången dömdes Baader till livstids fängelse. Under tiden i häktet och i fängelset fortsatte Baader att vara ledare och frontfigur inom RAF. Han initierade bland annat hungerstrejker bland RAF-fångarna. 
Morgonen den 18 oktober 1977, efter den så kallade Dödsnatten, påträffades Baader död i sin cell. Enligt den officiella utredningen hade han skjutit sig själv i bakhuvudet med en FEG-pistol med kaliber 7,65. Enligt obduktionsprotokollet uppvisade Baaders högra hand samt ingångshålet krutrester. Baaders mor hade intygat att hennes son var vänsterhänt.